# Lolo Ferrari
Lolo Ferrari, rodným jménem Eve Valoisová (9. února 1963, Clermont-Ferrand – 5. března 2000, Grasse) byla francouzská pornoherečka.

## Život
Začínala jako modelka. Roku 1990 zahájila sérii plastických operací, jichž bylo nakonec přes dvacet, a objem hrudníku jí silikonovými náhradami zvětšily na 180 centimetrů a každé z jejích ňader vážilo skoro tři kilogramy. Díky tomu byla v půlce 90. let zapsána do Guinnessovy knihy rekordů jako "žena s největšími prsy na světě". Podstoupila též plastiky očí a rtů.
Poté, co se proslavila zápisem do Guinnessovy knihy, si změnila jméno (kvůli čemuž absolvovala několik soudních sporů s automobilkou Ferrari) a natočila několik pornografických filmů. Nazpívala i několik písní (Airbag Generation, Set Me Free). Objevovala se též jako pravidelný host v televizním pořadu Eurothrash stanice Channel 4.
Její ňadra jí způsobovala řadu obtíží a zdravotních komplikací. V noci například nemohla spat ani na zádech, ani na břichu. 
V roce 2000 byla nalezena mrtvá ve svém domě. Příčina její smrti zůstala záhadou. Spekulovalo se o zdravotních komplikacích způsobených zvětšenými prsy. Po čase byl zadržen její manžel kvůli podezření, že ji zavraždil. Po roce byl však propuštěn a obvinění zbaven. Jednou z verzí zůstává i sebevražda. V oficiální lékařské zprávě je za příčinu smrti označeno předávkování antidepresivy a uklidňujícími léky.